# Malem Municipality
Malem Municipality är en kommun i Mikronesiska federationen.   Den ligger i delstaten Kosrae, i den östra delen av landet, 600 km öster om huvudstaden Palikir. Antalet invånare är 1 571.